# NGC 7496
NGC 7496 is een balkspiraalstelsel in het sterrenbeeld Kraanvogel. Het hemelobject werd op 5 september 1834 ontdekt door de Britse astronoom John Herschel.

## Synoniemen
- ESO 291-1
- MCG -7-47-20
- VV 771
- IRAS 23069-4341
- PGC 70588